# Pachycraerus cyanipennis
Pachycraerus cyanipennis är en skalbaggsart som först beskrevs av Fahraeus in Boheman 1851.  Pachycraerus cyanipennis ingår i släktet Pachycraerus och familjen stumpbaggar. Inga underarter finns listade i Catalogue of Life.